# شلایفرایزن
شلایفرایزن (به آلمانی: Schleifreisen) یک شهر در آلمان است که در زاله‌هلتسلاند واقع شده‌است. شلایفرایزن ۴۲۰ نفر جمعیت دارد.